# Rothleiten (Dietenhofen)
Rothleiten ist ein Gemeindeteil des Marktes Dietenhofen im Landkreis Ansbach (Mittelfranken, Bayern). Rothleiten liegt in der Gemarkung Herpersdorf.

## Geografie
Unmittelbar südlich des Weilers fließt die Bibert und der Altbach mündet dort als linker Zufluss in die Bibert. Im Westen schließt sich die Flur Sommerleite an, im Südwesten die Moosleite. Der Ort liegt etwas abseits der Kreisstraße AN 11, die nach Dietenhofen (2 km westlich) bzw. nach Lentersdorf (1,1 km östlich) führt. Eine Gemeindeverbindungsstraße führt nach Herpersdorf (0,5 km nördlich).

## Geschichte
Rothleiten ist um 1812 entstanden. Eine schriftliche Nennung erfolgte erstmals 1813 als „Rothleithen“. Der Ortsname verweist vermutlich auf einen „Berghang mit roter Erde“. Möglicherweise leitet sich der Ortsname auch von dem Quartierhof, dem sogenannten „Roten Hof“, ab, der an der alten Handelsstraße Münchzell-Rosenberg gestanden haben soll.
Im Jahre 1813 wurde die Ruralgemeinde Seubersdorf gebildet, zu der auch Rothleiten gehörte. Mit dem Zweiten Gemeindeedikt (1818) erfolgte die Umgemeindung in die neu gebildete Ruralgemeinde Herpersdorf. Am 1. Januar 1970, also noch vor der Gebietsreform in Bayern, erfolgte die Eingemeindung nach Dietenhofen.
Erst in den letzten Jahrzehnten entstand neben dem Einzelhof eine kleine Siedlung.

### Ehemaliges Baudenkmal
- Haus Nr. 1: Gasthaus zur Eisenbahn; zweigeschossiges Satteldachhaus Anfang des 19. Jahrhunderts. Erdgeschoss massiv, Fensterbänke profiliert, Obergeschoss konstruktives Fachwerk, im Sturz der Haustür Weinglas und Bierkrug erhaben, dazwischen unleserliche Inschrift (angeblich „Johann Sülzer“); am Balken darüber Jahreszahl nicht entzifferbar, aufgedoppelte Rautentür, zugehörig Scheune: im Sturz „Fr. Latteyer 1863“[10]

### Einwohnerentwicklung
| Jahr      | 001818 | 001840 | 001861 | 001871 | 001885 | 001900 | 001925 | 001950 | 001961 | 001970 | 001987 | 002005 | 002013 |
| Einwohner | 4      | 6      | 8      | 7      | 5      | 7      | 14     | 15     | 18     | 27     | 21     | 41     | 43     |
| Häuser    | 1      | 1      |        |        | 1      | 1      | 1      | 2      | 2      |        | 7      |        |        |
| Quelle    | [ 12 ] | [ 13 ] | [ 14 ] | [ 15 ] | [ 16 ] | [ 17 ] | [ 18 ] | [ 19 ] | [ 20 ] | [ 21 ] | [ 22 ] | [ 23 ] | [ 1 ]  |

## Religion
Der Ort ist evangelisch-lutherisch geprägt und nach St. Andreas (Dietenhofen) gepfarrt. Die Einwohner römisch-katholischer Konfession waren ursprünglich nach Unsere Liebe Frau (Heilsbronn) gepfarrt, seit den 1980er Jahren ist die Pfarrei St. Bonifatius (Dietenhofen) zuständig.